# Rönnskärs fyr

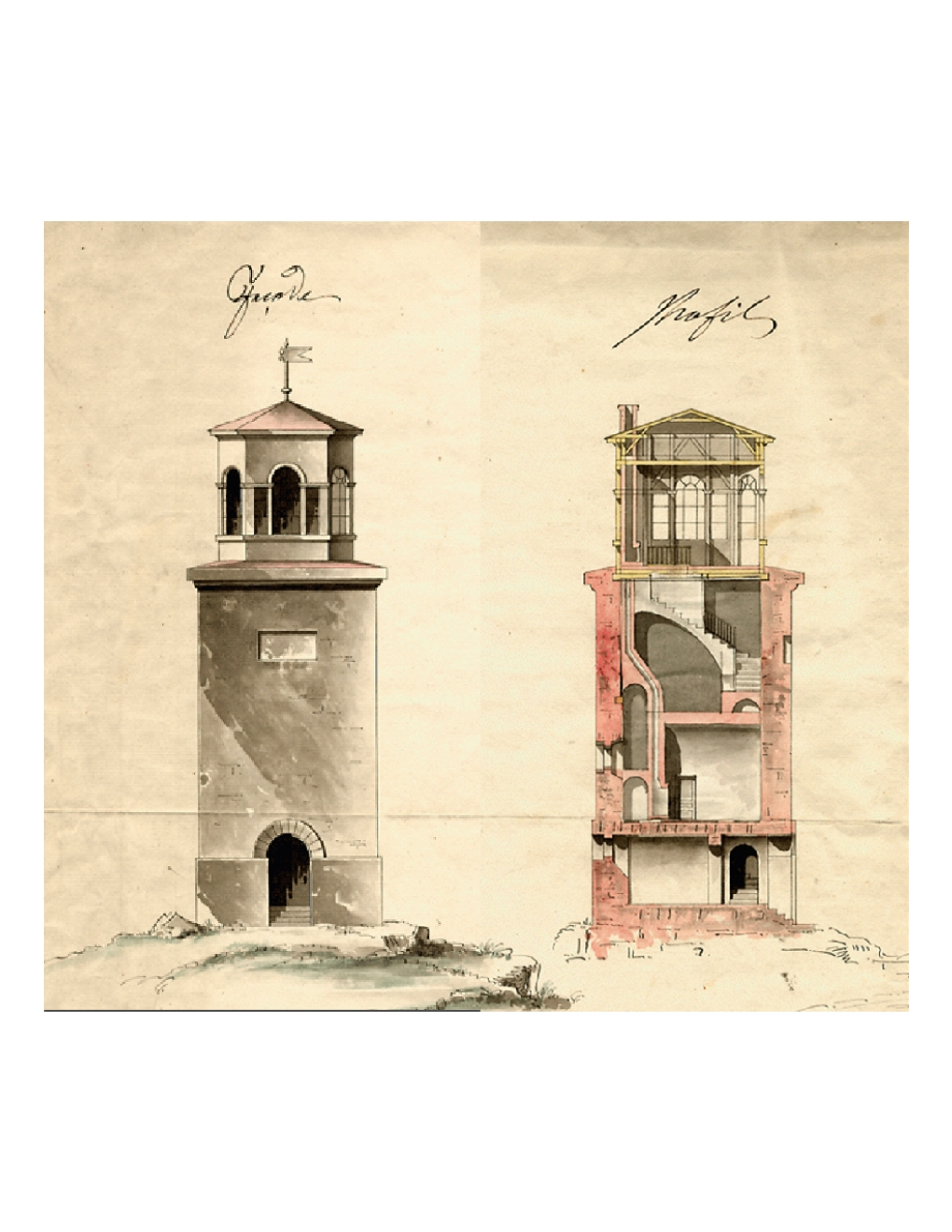
Ritning över den första fyren, vars stenfot fortfarande utgör fundament till fyren. Lägg märke till fyrvaktarens "enrummare"

Rönnskärs fyr är en fyr belägen på ön Rönnskär utanför Porkala udd i Kyrkslätts kommun i Finland. Den
fungerar inte längre som fyr, men är med sitt vita torn ett utmärkt landmärke, som är det första som syns vid segling över Finska viken från Tallinn till Porkala udd, och vid god sikt i god tid innan fyren Revalsten försvunnit ur sikte.

## Historia
Rönnskärs fyr var då den först påbörjades 1799 på uppdrag av Gustav IV Adolf den andra fasta fyranordningen i Finland. Den bestod då av ett 15m högt torn murat i gråsten, som brutits på holmen, med en åttkantig lanternin i trä ovanpå. Den till en början ensamme fyrvaktaren hade ett rum i stenfotens andra våning som bostad, och skötte de tio hampoljelamporna. Enligt sägen eldades lamporna även med gengas, som kom från en kolmila som fanns vid foten av tornet. Kolet och tjäran såldes till Sveaborgs fästning. Ryska styrkor sprängde lanterninen under 1808-09 års krig och med den också trappuppgången.
Fyren återuppbyggdes 1814 och fick ett urverksmaskineri för att rotera lysanordningen. Fyrvaktarna utökades till två. Sjöfarare framförde dock klagomål på att fyren syntes dåligt, och en inspektion visade att lanterninen hade för breda fönsterstolpar, reflektorn var gjord av undermåliga material, och mekanismen roterade så långsamt att det kunde gå upp till en halv timma då det i vissa sektorer inte syntes något ljus alls. En fullständig ombyggnad beslöts om och genomfördes 1822. Ovanpå den gamla stenfoten byggdes ett runt tegeltorn som höjde på byggnaden med cirka 17 meter, och överst placerades en lanternin med dubbel ljusanordning och rotationsmekanism som gav ett fast ljus med en starkare blink med ungefär 1½ minuts mellanrum. Fyrvaktarna klagade ännu på att fönstren läckte och att urverket var tungt att hålla igång, då det inte hade någon hastighetsregulator utan behövde dras upp med några timmars mellanrum med att hissa upp tunga motvikter. De fick en kollega till 1823, och en skild stuga uppfördes till bostad. Urverket slapp de dock inte förrän 1838, då fyren fick fast sken, för att inte förväxlas med den likaledes blinkande fyren på Nargö. Urverket flyttades till Hangö fyr (vars fyrvaktare inte var överförtjusta). 
1854 under Krimkriget landsteg en engelsk flottenhet som brände ner alla träkonstruktioner på holmen. Ljusanordningen hade man dock hunnit föra i land i säkerhet. Fyren reparerades 1856 och fyrvaktarbostaden förnyades. 1881 installerades en helt ny ljusanläggning med fresnellinser som gav en räckvidd på nästan 15 NM, vilket var mer än någon annan fyr i Finland vid tiden. På 1920-talet började man anse att fyren låg för långt inomskärs och en ny fyr byggdes på Kallbådan längre ut. 1928 släcktes fyren för gott men sjöfartsverket upprätthöll lotsstationen på holmen ända till 1978.

## I dag
I toppen av fyren finns två radarantenner som förmedlar bild till VTS-systemet i Helsingfors. Det enda ljuset är en röd flygvarningslanterna. På holmen vettande mot ost-nordost finns en belyst linjetavla, för stora kustfarleden där Sverigebåtarna ibland stryker förbi när vädret endera är så vackert att de vill visa upp skärgården, eller är så dåligt att de för passagerarnas komfort går inomskärs. Försvarsmakten har något slag av smärre anläggningar på holmen, så för närvarande är det tyvärr inte tillåtet att stiga i land på Rönnskär. Undantag beviljas fågelskådare som upprätthåller ett fågeltorn på holmen. Rönnskärs läge längst ut vid Porkala udd ger ett utmärkt läge för att studera flyttsträcken som samlas där inför överflygningen av Finska viken.